# Cristina de Salm
Cristina de Salm (en francès Christine de Salm) va néixer a Salm (França) el maig de 1575 i va morir a Nancy el 31 de desembre de 1627. Era una noble francesa filla de Pau de Salm (1540-1584) i de Maria Venneur (1550-1600). Comtessa de Salm va esdevenir duquessa de Lorena per raó del seu casament.

## Matrimoni i fills
El 15 d'abril de 1597 es va casar amb Francesc II de Lorena (1572-1632), fill del duc Carles III (1543-1608) i de Clàudia de Valois (1547-1575). Fruit d'aquest matrimoni nasqueren:
- Enric (1602-1611), marquès de Hattonchâtel.
- Carles IV (1604-1675), duc de Lorena i de Bar, casat primer amb la seva cosina Nicole de Lorena, i després amb Beatriu de Cusance.
- Enriqueta (1605-1660), casada primer amb Lluís de Guise, després amb Carles Guasco, marquès de Sallerio, i finalment amb Francesc Grimaldi.
- Nicolau II (1609-1670), primer cardenal, i després duc de Lorena i de Bar, casat amb la seva cosina Clàudia de Lorena (1612-1648).
- Margarida (1615-1672), casada amb Gastó de França, duc d'Orleans (1608-1660).
- Cristina (1621-1622)